# إمارة كتالونيا
 إمارة كتالونيا (بالقطلونيه:Principat de Catalunya؛ الإسبانية:Principado de Cataluña؛ الفرنسية: Principauté de Catalogne)، من اللاتينية:Principatus Cathaloniae, هي إقليم تاريخي في شمال شرقي شبه الجزيرة الايبيريه، ومعظمها في إسبانيا مع الجزء المجاور في جنوب فرنسا.
تشكلت إمارة كتالونيا من اتحاد العديد من المقاطعات المختلفة خلال الاسترداد في ظل سيادة برشلونة. وفيما بعد بشكل موحد في 1137 مع تاج أراغون، الذي كانت إمارة كتالونيا عضوا مهما فيه.كان مصطلح «إمارة كاتالونيا» لا يزال قيد الاستخدام حتى الجمهورية الإسبانية الثانية، عندما انخفض استعماله لما له من العلاقة التاريخية مع النظام الملكي وما زال مصطلح «امارة كاتالونيا» يستخدم في بعض الأحيان.

## تاج أراغون
كانت إمارة كتالونيا عضوا في تاج أراغون جنبا إلى جنب مع سائر الأقاليم مثل مملكة فالنسيا ومملكة أراغون، وتشترك جميعا في نفس الملك. في إسبانيا. اللونان الأحمر والبرتقالي كانا يستعملان ألوان علم للسفن الإسبانية حتى يتم التعرف عليها من بين السفن ويقال إن اللونين يعودان إلى مملكة أراغون.

## أعلام
- مارتينو الأول ملك صقلية